# Björn Axén
Björn Åke Axén, född 28 mars 1938 i Lidköping, död 23 juni 1993 i Kungsholms församling i Stockholm, var en svensk frisör. Han grundade hårvårdsföretaget Björn Axén. 
Björn Axén växte upp i Lidköping där pappan drev sportbutiken Axéns Sport. Sportbutiken drivs fortfarande av familjen. Han började karriären som "schampogosse". Axén utbildade sig bland annat på Anithaskolan i Lidköping, hos Alexandre de Paris och i London.
År 1963 öppnade han sin första egna salong, Björn Axén Coiffeur de Dames AB på Sibyllegatan 51 i Stockholm. Senare öppnade han en salong på varuhuset NK i Stockholm, där han också införde Sveriges första datoriserade frisörbokningssystem 1984. Björn Axén utvecklade också egna hårprodukter, utbildade många frisörer och samarbetade nationellt och internationellt.
Björn Axén var svenska hovets egen frisör, och ansvarade under många år för uppsättningar av drottning Silvias hår inför  Nobelmiddagar och andra högtidliga tillfällen. Han var också verksam som frisyr- och perukansvarig inom teatern, till exempel med Kar de Mummas revyer på Folkan i Stockholm.
Vid hans död övertogs verksamheten av tidigare medarbetarna Johan Hellström och Peter Hägelstam. Bland andra medarbetare kan nämnas Jean-Pierre Barda.
Björn Axén är gravsatt på Södra begravningsplatsen i Lidköping.